# Sérgio de Vasconcellos Corrêa
Sérgio Oliveira de Vasconcellos-Corrêa (São Paulo, 1934) é um compositor brasileiro, escritor e professor doutor em música.

## Biografia
Sérgio de Vasconcellos-Corrêa é natural de São Paulo, onde iniciou seus estudos musicais (piano) com a professora Ilíria Serato, ex-aluna do professor Agostino Cantú.
Em 1953 diplomou-se pelo Conservatório Dramático e Musical de São Paulo, na classe da professora Ubelina Reggiane de Aguiar.
Entre 1953 e 1956, participou de diversos Cursos de Interpretação Musical, além de aulas particulares ministradas pela grande mestra Magda Tagliaferro.
Em 1955 iniciou seus estudos de Harmonia e Composição com o Maestro Martin Braunwieser, prosseguindo-os a partir de 1956 (até 1968) com o Maestro Camargo Guarnieri. Nessa época abandonou a carreira de pianista para dedicar-se exclusivamente à composição, retomando-a depois de 40 anos com um Recital no Centro Cultural de São Paulo.
Como compositor, ficou conhecido em todo o Brasil e no exterior, após conquistar mais de uma dezena de prêmios em concursos de composição. Hoje tem obras editadas, nos Estados Unidos, Alemanha, Bélgica e cinco editoras brasileiras.
Estudou regência com os maestros Hans Swarovsky (da Filarmônica de Viena), Simon Blech (do Teatro Colon de Buenos Aires) e Eleazar de Carvalho, o mais conceituado diretor de orquestra brasileiro.
Como jornalista, atuou nos jornais Folha de S.Paulo, Folha da Tarde e O Estado de S. Paulo e colaborou em periódicos e revistas.
Produziu e apresentou pela Rádio Cultura de São Paulo (Fundação Padre Anchieta) os programas: "Câmara Lúcida - a Música Câmara do Brasil" e "As notas são da Música Brasileira".
Foi pioneiro do ensino de música pela TV (1961 - 1962) - SEFORT (Serviço de Ensino e Formação pelo Rádio e Televisão), foi professor do Ginásio Vocacional Osvaldo Aranha (1960 - 1961) e Coordenador da Área de Música dos Ginásios Pluricurriculares Experimentais (1962 - 1964). A partir de 1975 foi professor de composição na UNICAMP e da UNESP (SP).
Participou como membro do júri em mais de 80 Concursos Nacionais e Internacionais de piano, canto, flauta mexicana, violão, música de câmara, música coral e composição, além de Bancas Julgadoras de Dissertações de Mestrado e Defesas de Tese de Doutorado. É Doutor em Música pela UNESP (1995), quando defendeu a tese: "Canto e Contracanto, a base da Composição" perante Banca constituída pelos pianistas Dr. Heitor Alimonda e Attilio Mastrogiovanni, pelo musicólogo Dr. Roger Cotté (da Sourbonne), pelo pedagogo Dr. Osvaldo Accursi, presididos pelo Maestro Dr. Eleazar de Carvalho. É Membro Efetivo Eleito da Academia Brasileira de Música (ABM - Cadeira nº 20).

## Prêmios e reconhecimento
Entre os prêmios que conquistou destacam-se: "Prêmio Governador do Estado de São Paulo" por seu "Concertino para trompete e orquestra" também Ganhou o "Prêmio CLIO" da Academia Paulista de História, pelo "Hino dos Bandeirantes" sobre poesia de Guilherme de Almeida e a Bolsa VITAE para composição da ópera infantil "Tibicuera".
Foi um dos "finalistas" do Concurso de Piano "Schwartzmann" (1954).

## Composições

### Obras para orquestra
- 1962 Suite para Orquestra Piratiningana
- 1965 Variações setembro Sobre "A Mare Clarinete e Orquestra
- 1967 Concertino para trompete e orquestra
- 1967 / 1969 Concertino para Piano e Orquestra
- 1969 / 1970 Concertante para percussão e orquestra
- 1981 Concerto para piano e orquestra
- 1987 Homenagem a Villa-Lobos para piano e cordas
  1. Seresta
  2. Choro
- 1992 qui Agreste Concerto para violão e orquestra (também para viola e orquestra)
- 2000 7 anos de pastor
- Três Peças Orquestra de Cordas

- 1998 Sinfonia No.1 "Anõia"[6] para a banda, baixo e percussão
- Piratiningana Suite, para a banda

### Estágios de obras
- 1991 para a ópera crianças - libreto Tibiqüera: Erico Veríssimo
- Retábulo de Santa Joana Carolina Ópera Ainda inacabada

### Coral
- 1972 Nova Canoinha, Adeus, Adeus
- 1974 Moacaretá para coro misto
- 1975 Fraternidad para soprano mezzo soprano, e dois coros mistos
- 1988 Anda à roda para coro misto, a partir da série: A Colecao Arranjos Corais

A Musica Brasileira folclórica
- 1988 Dai-me Licença[7] para coro misto, a partir da série: A Colecao Arranjos

Corais A Musica Brasileira folclórica
- Dez Peças parágrafo coro
  1. Pedro José M. Nunes Garcia: Libera-me
  2. Camargo Guarnieri:[8] Em Memória do Meu Pai
  3. A. Theodoro Nogueira: Canto do Natal
  4. Alberto Siciliani: Pai Nosso
  5. Silvio Baccarelli: Ave Maria
  6. Breno Blauth: Caranguejo T-71
  7. S. Vasconcellos-Corrêa: Ilda va dormi
  8. Presépio
  9. Amaral Vieira
  10. Retorno à Vida
  11. Celso Monjola
  12. Ave Maria
- Moacaretá para coro misto
- Oruba-Oruba para coro misto

### Câmara
- 1961 Seresta para piano
- 1964 Trio para violino, violoncelo e piano
- 1966 Cantos Populares Infantis para quinteto de sopros
- 1978 Potyron para piano e percussão
- 1980 Cordel I para violino e piano
- 1995 Contrastes para piano
- Isabelle piano n Acalanto
- Harmonia e Improvisação para piano
- Maneiroso (Estudo em forma de choro) para viola
- Ponteios para piano[9]
  1. Pregão
  2. Brincando
  3. Cantando
  4. Falando Sério
  5. Boas Lembranças
  6. Requebrando
  7. Matutando
  8. Bamboleando
  9. Tristonho
  10. O Samba Nas Mãos
  11. Feliz
  12. Sonho Realizado
- Seis Peças parágrafo violão
  1. Ponteando
  2. Jongo
  3. Valsa de Antigamente
  4. Moda
  5. Aperreado (Baião)[10]
  6. Manhoso (choro)
- Sonata n º Trompete e Piano
- Quatro Peças de Piano
  1. Almeida Prado
  2. Poesilúdio 12
  3. Eduardo Escalante: Marcha
  4. Marlos Nobre: Frevo